# Typhedanus
Typhedanus es un género neotropical de lepidópteros ditrisios de la subfamilia Eudaminae  dentro de la familia Hesperiidae.

## Especies
- Typhedanus ampyx
- Typhedanus aziris
- Typhedanus crameri
- Typhedanus cursinoi
- Typhedanus eliasi
- Typhedanus galbula
- Typhedanus optica
- Typhedanus salas
- Typhedanus stylites
- Typhedanus umber
- Typhedanus undulatus